# فريدريك دبليو. دونيلي
فريدريك دبليو. دونيلي (بالإنجليزية: Frederick William Donnelly)‏ هو سياسي أمريكي، ولد في 14 أكتوبر 1866، وتوفي في 25 سبتمبر 1935. حزبياً، نشط في الحزب الديمقراطي.